# 火星财经
火星财经是一家总部位于中国北京的区块链门户网站，由王峰和商思林联合创立，于2018年2月8日正式上线。该网站曾获得了IDG资本、明势资本及泛城资本等机构的投资。
火星财经的域名为huoxing24.com，注册于2018年1月18日。